# Васке
Васке (перс. وسكه) — село в Ірані, у дегестані Їлакі-є-Арде, у бахші Паре-Сар, шагрестані Резваншагр остану Ґілян. У переписі 2006 року вказане як окремий населений пункт, але без відомостей про чисельність населення.

## Клімат
Середня річна температура становить 11,69 °C, середня максимальна — 26,70 °C, а середня мінімальна — -3,58 °C. Середня річна кількість опадів — 459 мм.
| Клімат поселення                              | Клімат поселення | Клімат поселення | Клімат поселення | Клімат поселення | Клімат поселення | Клімат поселення | Клімат поселення | Клімат поселення | Клімат поселення | Клімат поселення | Клімат поселення | Клімат поселення | Клімат поселення |
| Показник                                      | Січ.             | Лют.             | Бер.             | Квіт.            | Трав.            | Черв.            | Лип.             | Серп.            | Вер.             | Жовт.            | Лист.            | Груд.            |                  |
| Середній максимум, °C                         | 8,66             | 8,31             | 10,21            | 15,18            | 20,19            | 24,86            | 26,70            | 26,38            | 21,92            | 18,96            | 12,95            | 9,14             |                  |
| Середня температура, °C                       | 2,72             | 2,38             | 4,26             | 9,22             | 14,24            | 18,90            | 22,11            | 21,80            | 17,34            | 14,37            | 8,38             | 4,54             |                  |
| Середній мінімум, °C                          | −3,24            | −3,58            | −1,68            | 3,26             | 8,28             | 12,96            | 17,52            | 17,20            | 12,74            | 9,78             | 3,76             | −0,04            |                  |
| Норма опадів, мм                              | 38               | 36               | 55               | 57               | 41               | 19               | 12               | 16               | 34               | 52               | 45               | 54               |                  |
| Середньомісячна швидкість вітру, м/с          | 2.11             | 2.55             | 2.54             | 2.66             | 2.24             | 2.22             | 2.42             | 2.32             | 1.96             | 2.00             | 2.04             | 1.99             |                  |
| Середньомісячна сонячна радіація, кДж/м²·день | 7236             | 9721             | 11921            | 16125            | 20025            | 22944            | 23623            | 20158            | 16846            | 11810            | 8856             | 6869             |                  |
| --------------------------------------------- | ---------------- | ---------------- | ---------------- | ---------------- | ---------------- | ---------------- | ---------------- | ---------------- | ---------------- | ---------------- | ---------------- | ---------------- | ---------------- |
| Джерело:                                      |                  |                  |                  |                  |                  |                  |                  |                  |                  |                  |                  |                  |                  |